# Wohn- und Wirtschaftsgebäude Am Dorfbrunnen 19
Das Wohn- und Wirtschaftsgebäude Am Dorfbrunnen 19 an der Weser im niedersächsischen Nordenham-Tettens im Landkreis Wesermarsch stammt wohl aus dem 19. Jahrhundert.
Das Gebäude steht unter Denkmalschutz (siehe auch Liste der Baudenkmale in Nordenham).

## Geschichte
Das Dorf Tettens erhielt 1735 seinen Bauerbrief.
Das eingeschossige verklinkerte giebelständige Hallenhaus mit teils reetgedecktem Walmdach und einen rechten Stallanbau mit Krüppelwalm wurde wohl im 19. Jahrhundert gebaut. Nicht alle Fenster entsprechen dem Stil aus der Bauzeit.
Das Landesdenkmalamt befand zur Bedeutung: „geschichtlich, wissenschaftlich, städtebaulich“.